# Secessão urbana
Secessão urbana é a separação de uma cidade da sua região, para formar uma nova unidade política. Esta nova unidade é normalmente uma subdivisões do mesmo país, mas, em alguns casos, soberania total pode ser atingida, muitas vezes referida como cidade-estado. É uma forma extrema de autonomia urbana, que pode ser expressa em termos menos formais ou com a legislação comum, como a Lei orgânica.

## História
Autonomia urbana tem uma longa história de volta para a urbanização pré-histórica e das originais cidades-estado do Mediterrâneo da época clássica, por exemplo, Atenas antiga, Roma antiga. Nos tempos medievais medidas tais como o direito de Magdeburg, estabeleceu um estatuto especial para as cidades e seus moradores, nas relações comerciais. Em geral, recolheu-se como cidades europeias foram incorporadas às nações-estado, especialmente do século XVII ao século XX, acabando por perder muitos direitos especiais.

## Teoria da secessão urbana
Os teóricos modernos da economia local cívica, incluindo Robert J. Oakerson e Jane Jacobs, argumentam que as cidades refletem um choque de valores, sobretudo de tolerância versus preferências, com pontos de vista sobre a cidade variando de uma comunidade pura para um mercado puro. Os suburbanos têm uma forte tendência para ver a cidade como um mercado, uma vez que não participam na sua vida nas ruas voluntariamente, nem consideram a cidade como um lugar seguro e confortável para viver. Em contrapartida, aqueles que escolhem o centro da cidade tendem a vê-la mais como uma comunidade, mas devem prestar muita atenção às suas tolerâncias (para a poluição atmosférica, poluição sonora, criminalidade, impostos, etc.) Ética e, portanto, política destes grupos de interesses são vastamente diferentes.
A secessão (a instalação de novas entidades legislativas e executivas) é defendida por alguns teóricos urbanos, nomeadamente Jane Jacobs, como a única maneira de lidar politicamente com essas enormes diferenças de cultura entre as cidades modernas e até mesmo os seus mais próximos bairros e bacias hidrográficas essenciais. Ela afirmou que "as cidades que desejam prosperar no próximo século devem se separar politicamente de suas regiões vizinhas." Ela rejeitou o "foro" secundário e soluções menos formais, argumentando que toda a estrutura real do governo regional fosse necessária, e aplicada à área urbana sozinha. Em particular, ela rejeitou a ideia de que as regiões suburbanas devem ter alguma palavra a dizer sobre as regras na cidade: "eles a deixaram, e não são parte dela." Jacobs vivia em um bairro urbano (The Annex, Toronto), que teria sido pavimentado na década de 1970 por um projeto de auto-estrada para servir os subúrbios. Defendeu a secessão urbana, mas não parou por aí. Jacobs também tomou parte no bloqueio do desenvolvimento da Via Expressa Cross-Manhattan na década de 1960, opondo Robert Moses. Essas rodovias são exemplos do choque de comunidade urbana versus interesses do mercado suburbano.
Os defensores do desenvolvimento de auto-estrada e participação suburbana no governo urbano teorizam que as cidades devem se proteger dos subúrbios, forçando-os a se tornarem pequenas cidades auto-suficientes, cortando as rodovias, obrigando os passageiros em metrôs, etc, estão a cometer suicídio por forçar as empresas a irem para os subúrbios. Respondem que as cidades dependem mais da sua qualidade de vida para atrair imigrantes e profissionais, e que a telecomunicação permite aos trabalhadores da cidade viverem em qualquer lugar, vindo para a cidade com menor frequência, sem pressa.

## Exemplos

### Cidades-estados
Um exemplo de região urbana formalmente separada com total soberania é Cingapura (da Malásia).[carece de fontes?] Mônaco e Cidade do Vaticano também são áreas urbanas financeira e politicamente independentes, assim como Hong Kong e Macau, que têm o status de regiões administrativas especiais da República Popular da China, separadas de sua província original de Kwangtung por mais de um século como enclaves europeus. As razões para essas cidades-estados são históricas e não estão relacionadas a nenhum princípio de secessão urbana.

### Ásia
Na China, tanto Pequim quanto Tianjin são independentes da província vizinha de Hebei, da qual faziam parte. Da mesma forma, Xangai agora é independente de Jiangsu e Xunquim de Sujuão.
No Japão, Tóquio, além de ser uma cidade, forma uma prefeitura, enquadrando-se em uma categoria especial de "prefeitura metropolitana" tendo alguns dos atributos de uma cidade e alguns de uma prefeitura. Dentro de Tóquio, existem unidades menores, "enfermarias", "cidades", "vilas", etc., mas algumas das responsabilidades normalmente atribuídas a cidades e vilas em outras prefeituras japonesas são tratadas pelo governo metropolitano de Tóquio.
Tanto na Coreia do Sul quanto na Coreia do Norte, as cidades especiais são independentes de suas províncias e cidades-estados vizinhas sob governança direta do governo central. Exemplos são Seul, Busan, Daegu, Incheon, Gwangju, Daejeon e Ulsan na Coreia do Sul e Pyongyang e Rason na Coreia do Norte. Na Coreia do Sul, o principal critério para conceder a secessão da província é uma população que chega a um milhão.
Taiwan, oficialmente a República da China, administra seis cidades, anteriormente parte da Província de Taiwan da República da China, como municípios especiais: Kaohsiung, Taichung, Tainan, Taipé, Nova Taipé e Taoyuan. (A República Popular da China, que reivindica Taiwan, continua a reconhecer esses municípios como parte integrante da suposta Província de Taiwan da RPC; a República Popular da China considera Taiwan como sua 23.ª província, com Taipé como sua capital.)
Na Indonésia, a capital Jacarta já foi parte de Java Ocidental até ganhar status de autonomia especial e se separou de sua antiga província em 1961. O cargo de prefeito foi substituído por governador, tornando-se província autônoma especial e opera independentemente de suas províncias vizinhas.
As capitais malaias Kuala Lumpur e Putrajaia, bem como a ilha de Labuão, já fizeram parte de Selangor e Sabá, respectivamente. Em 1974, Kuala Lumpur foi declarada como o primeiro Território Federal da Malásia, a fim de evitar confrontos entre o governo do estado de Selangor e o governo federal, a capital do estado de Selangor foi posteriormente transferida para a vizinha Shah Alam. Mais tarde, em 1984 Labuão foi escolhida pelo governo federal para o desenvolvimento do centro financeiro extraterritorial e declarado como segundo território federal depois de Kuala Lumpur. Putrajaia foi declarado como terceiro território federal no final de 2001, depois que o governo federal terminou de desenvolver a cidade como nova capital federal, enquanto Kuala Lumpur permanece como capital real.
Na Tailândia, a capital Banguecoque opera independentemente de qualquer província e é considerada uma área administrativa especial. É uma cidade primata em termos de sua grande população, com quase 8% da população total da Tailândia.

### Europa
A região da capital de Bruxelas, uma área densamente urbanizada composta por dezenove comunas, incluindo a capital Bruxelas, tornou-se uma das três regiões da Bélgica depois que o país foi transformado em federação em 1970. (Na Bélgica existem circunstâncias especiais devido à comunidades linguísticas do país.)
Na Bulgária, a capital Sófia é um oblast próprio — Sófiagrado, enquanto a área circundante é dividida entre o Oblast de Pernik e o Oblast de Sófia.

No Reino Unido, o secessionismo londrino ganhou força após o referendo do Brexit, quando o Reino Unido como um todo votou para deixar a União Europeia, mas a Grande Londres, que é sua própria região (ao contrário de outras cidades áreas no Reino Unido), votou para permanecer na UE.